# Hiệp Thành, Thủ Dầu Một
Hiệp Thành là một phường thuộc thành phố Thủ Dầu Một, tỉnh Bình Dương, Việt Nam.

## Địa lý
Phường Hiệp Thành nằm ở trung tâm thành phố Thủ Dầu Một, có vị trí địa lý: 
- Phía đông giáp phường Phú Lợi
- Phía tây giáp phường Phú Cường và phường Chánh Mỹ
- Phía nam giáp phường Phú Cường
- Phía bắc giáp các phường Định Hòa và Phú Mỹ.

Phường Hiệp Thành có diện tích 5,87 km², dân số năm 2021 là 34.143 người, mật độ dân số đạt 5.817 người/km².

## Hành chính
Phường Hiệp Thành được chia thành 8 khu phố: 1, 2, 3, 4, 5, 6, 7, 8.

## Lịch sử
Dưới thời Pháp thuộc, địa bàn phường Hiệp Thành hiện nay thuộc làng Chánh Hiệp, tổng Bình Điền, quận Châu Thành, tỉnh Thủ Dầu Một. Làng Chánh Hiệp được hình thành trên cơ sở sáp nhập hai làng có từ thời Nguyễn là Chánh An và Chánh Thiện.
Năm 1956, chính quyền Việt Nam Cộng hòa chia tỉnh Thủ Dầu Một thành ba tỉnh Bình Dương, Bình Long và Phước Long. Lúc này, Chánh Hiệp là một xã thuộc quận Châu Thành, tỉnh Bình Dương.
Về phía chính quyền cách mạng, tháng 8 năm 1948, Ủy ban kháng chiến hành chính Nam Bộ quyết định thành lập thị xã Thủ Dầu Một trên cơ sở tách hai xã Chánh Hiệp và Phú Cường thuộc quận Châu Thành. Từ đó, xã Chánh Hiệp thuộc thị xã Thủ Dầu Một cho đến năm 1975.
Sau năm 1975, một phần diện tích và dân số của xã Chánh Hiệp được sáp nhập vào phường Phú Cường mới thành lập. Đồng thời, phần còn lại của xã Chánh Hiệp được chia thành hai đơn vị hành chính mới là phường Hiệp Thành và xã Chánh Mỹ thuộc thị xã Thủ Dầu Một.
Từ ngày 2 tháng 5 năm 2012 đến ngày 30 tháng 6 năm 2025, phường Hiệp Thành thuộc thành phố Thủ Dầu Một. Sau đó, một phần phường Hiệp Thành, bao gồm các khu phố 7 và 8, cùng phường Phú Hòa được sáp nhập vào phường Phú Lợi trực thuộc Thành phố Hồ Chí Minh. Phần còn lại của phường Hiệp Thành, bao gồm các khu phố 1, 2, 3, 4, cùng các phường Phú Thọ, Chánh Nghĩa, Phú Cường và các khu phố Chánh Lộc 1, Chánh Lộc 2, Chánh Lộc 7 của phường Chánh Mỹ được hợp nhất lại thành phường Thủ Dầu Một trực thuộc Thành phố Hồ Chí Minh.